# Magnetischer Sturm

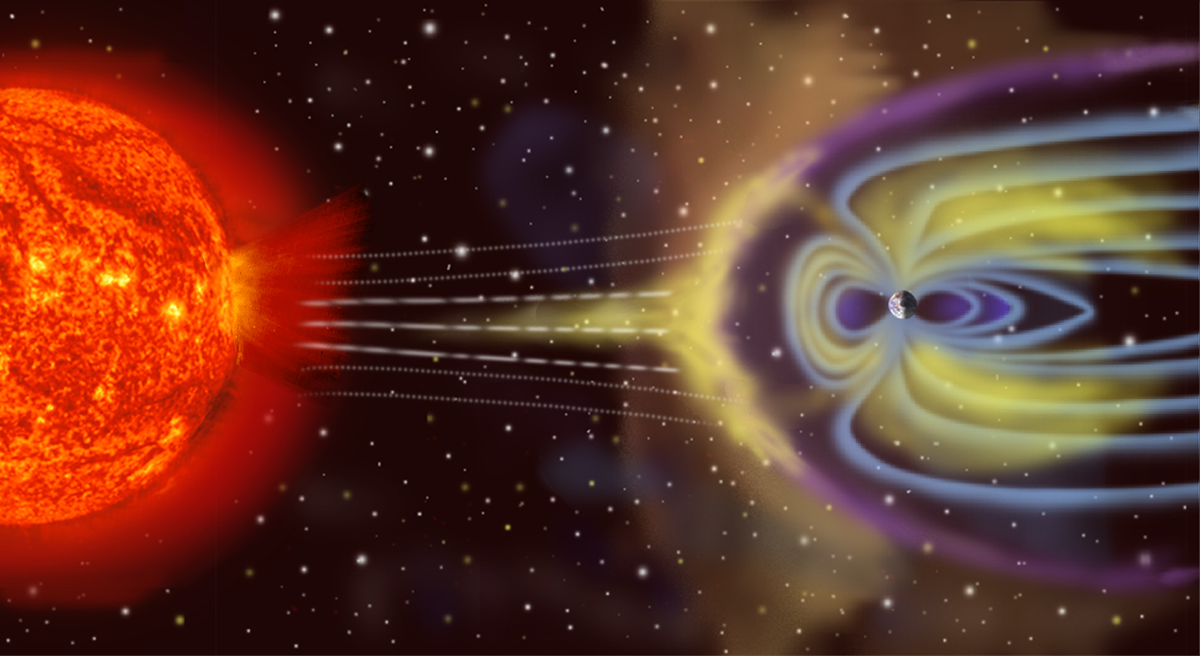
Künstlerische Darstellung eines geomagnetischen Sturms

Als magnetischen Sturm bezeichnet man eine Störung der Magnetosphäre eines Planeten beziehungsweise speziell der Erde (geomagnetischer Sturm oder Sonnensturm).

## Definition und Entstehung eines geomagnetischen Sturms
Ein geomagnetischer Sturm wird definiert durch die von ihm verursachten Änderungen des Erdmagnetfeldes. Zur Klassifizierung wird unter anderem der Disturbance storm time Index (Dst-Index) herangezogen, der die global gemittelte Abschwächung des horizontalen Erdmagnetfelds anhand von Messungen einiger weltweit verteilter Messstationen angibt. Dieser Wert wird stündlich ermittelt und steht nahezu in Echtzeit zur Verfügung. Es gibt viele Einflüsse auf das Magnetfeld, daher sind Schwankungen der magnetischen Flussdichte um ±20 nT normal. Zum Vergleich: In Mitteleuropa beträgt die horizontale Komponente des normalen Erdmagnetfelds etwa 20 µT.
Die Störung wird ausgelöst von Schockwellenfronten des Sonnenwinds, die durch Sonneneruptionen oder koronale Massenauswürfe (KMA) entstehen und etwa 24 bis 36 Stunden benötigen, um die Erde zu erreichen. Sie dauert etwa 24 bis 48 Stunden an, in Einzelfällen mehrere Tage – in Abhängigkeit von der Störungsursache auf der Sonne. Das Auftreffen der Schockfront, bestehend aus elektrisch geladenen Teilchen, auf die Magnetosphäre führt zu einer Abschwächung des Erdmagnetfelds, das nach etwa zwölf Stunden sein Minimum erreicht.
Ein geomagnetischer Sturm wird typischerweise in drei Phasen unterteilt:

### Anfangsphase
Die Anfangsphase zeichnet sich durch eine Schwächung des Magnetfelds um etwa 20–50 nT innerhalb einiger Dutzend Minuten aus. Nicht jedem Sturmereignis geht eine solche Anfangsphase voraus, und umgekehrt folgt auch nicht jeder derartigen Störung des Magnetfelds ein Magnetsturm.

### Sturmphase
Die Sturmphase beginnt, wenn die Störung größer als 50 nT wird, wobei es sich um eine willkürlich gezogene Grenze handelt. Im Laufe eines typischen Magnetsturms wächst die Störung weiter an. Die Stärke eines Erdmagnetsturms wird als moderat bezeichnet, wenn die maximale Störung weniger als 100 nT beträgt, als intensiv, wenn die Störung 250 nT nicht überschreitet und ansonsten als Supersturm. Nur selten wird eine maximale Abschwächung von etwa 650 nT überschritten, was etwa drei Prozent des Normalwerts entspricht. Die Phase dauert einige wenige Stunden und endet, sobald die Stärke der Störung sinkt, also das Erdmagnetfeld wieder beginnt, zu seiner typischen Stärke anzuwachsen.

### Erholungsphase
Die Erholungsphase endet mit dem Erreichen des Normalwerts und kann zwischen acht Stunden und einer Woche dauern.

## Auswirkungen eines geomagnetischen Sturms
Geomagnetische Stürme können vielfältige Auswirkungen haben, wobei die bekanntesten das Auftreten von Polarlichtern (Aurora borealis oder Aurora australis) in gemäßigten Zonen wie zum Beispiel Mitteleuropa sind. In elektrischen Stromnetzen können die ausgelösten geomagnetisch induzierten Ströme zu unmittelbaren Schäden an Leistungstransformatoren führen.

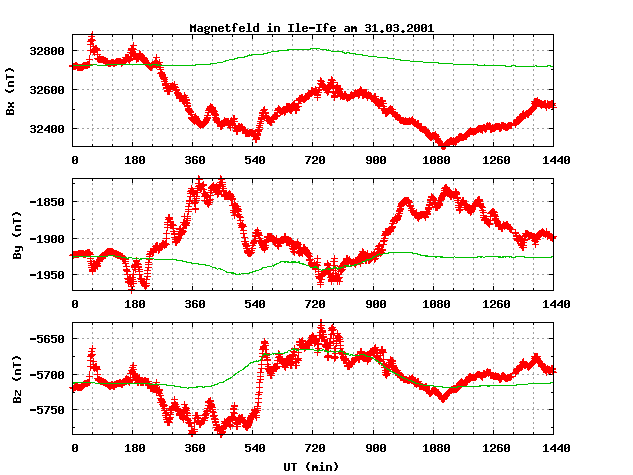
Zeitliche Schwankungen des Erdmagnetfelds durch einen magnetischen Sturm am 31. März 2001, gemessen in Ile-Ife, Nigeria. Auf der Abszisse ist die Zeit in Minuten (GMT) aufgetragen, auf den Ordinaten die Magnetfeldstärke in Nanotesla [nT] (Minutenmittel). Die grüne Kurve zeigt den sq-Gang (ohne magnetischen Sturm) in Ile-Ife an.

Zunächst beeinflussen Magnetstürme das Erdmagnetfeld und dieses wiederum die Ausbildung des Van-Allen-Gürtels. Damit sind bei besonders starken Magnetstürmen alle Lebewesen – besonders in den Polregionen – einer erhöhten kosmischen Strahlung ausgesetzt, weil dort das Erdmagnetfeld generell weniger schützt. Da das Wachstum von Bäumen in erhöhter Sonnenaktivität anscheinend schneller verläuft, weisen sie eine elfjährige Periode in ihren Jahresringen auf. Die Gründe hierfür sind noch nicht geklärt.
Unter anderem durch vorübergehende Änderungen in der Ionosphäre können zeitweilig Funkübertragungen (zum Beispiel Rundfunk oder Mobilfunk) gestört werden. In langgestreckten elektrischen Leitern wie zum Beispiel Überlandleitungen können Ausgleichsströme von teils beachtlicher Stärke fließen, die zum Ausfall der angekoppelten Transformatorstationen führen können. Pipelines sind während magnetischer Stürme einer erhöhten Korrosion ausgesetzt.
Bevor die Schockwellenfront auf die Erde trifft, kann sie schon Schäden an Satelliten verursachen. Das ist neben den direkten Schäden durch Strominduktion wie auf der Erdoberfläche auch noch auf eine andere, indirektere Weise möglich: Die Schockwelle kann zu einer lokalen Aufheizung und damit zu einer Verformung der oberen Erdatmosphäre führen, was zu einem erhöhten Luftwiderstand für Satelliten in niedrigen Orbits (Low Earth Orbit, LEO) führen kann. Bahnänderungen oder erhöhter Treibstoffverbrauch wären dann die Folge. Insgesamt, so schätzte die europäische Weltraumorganisation ESA, entstand in den letzten Jahren allein wegen Ausfällen von Satelliten ein Schaden von mehr als 500 Millionen Dollar. Dieses und die Verzerrungen der Laufzeiten, die beim Durchgang der Signale durch Ionenwolken entstehen, macht GPS-Satelliten besonders anfällig.
Die Auswirkungen eines geomagnetischen Sturms wie des Carrington-Ereignisses im Jahre 1859 wären heute verheerend, denn heute ist die Welt weitaus mehr von einer funktionierenden Telekommunikation und Stromversorgung abhängig als zur damaligen Zeit. 2014 schlugen Forscher ein aus 16 Satelliten bestehendes Weltraumwetter-Frühwarnsystem vor. Das US-amerikanische Militär stuft die Auswirkungen eines schweren Magnetsturmes als sehr schwerwiegend ein, speziell bei moderner Kriegsführung, die zu einem großen Teil auf der Verfügbarkeit von Funkverbindungen, Satelliten und GPS beruht. Die britische Royal Academy of Engineering sieht zwar auch deutliche Gefahren, ist aber zurückhaltender. Solare Superstürme würden weltweite monatelange Internetausfälle verursachen. Eine IT-Forscherin beschreibt die Robustheit der derzeitigen Internet-Infrastruktur und mögliche Ausnahmen und Maßnahmen wie Meshnetze, verbundene Peer-to-Peer Anwendungen und neue Protokolle.

## Geschichte

### Vor dem 19. Jahrhundert
Diverse Befunde, beispielsweise ein erhöhter 14C-Gehalt in anhand der Jahresringe exakt datierbaren Holzteilen, weisen auf Ereignisse beispielsweise in den Jahren 660 v. Chr., 774/775 n. Chr. und 993/994 hin, die überwiegend als magnetische Stürme gedeutet werden (für das Ereignis von 774/775 wird aber auch ein Gammastrahlenausbruch eines etwa 3000 Lichtjahre entfernten Himmelskörpers als Ursache erwogen). Diese Ereignisse könnten das Carrington-Ereignis von 1859 (s. u.) in seiner Intensität an der Erdoberfläche um ein Mehrfaches übertroffen haben.
Ebenfalls durch Baumringe nachgewiesen wurde ein Ereignis im ersten Drittel des Jahres 12350 v. Chr. Gemäß einer im Jahr 2025 veröffentlichten Studie war es noch etwa 18 Prozent stärker als das von 775 n. Chr. Der Anstieg des Kohlenstoff-14-Gehalts in den Baumringen war sogar fast doppelt so hoch. Damit handelt es sich um das stärkste bisher bekannte extreme Sonnenpartikelereignis.

### 19. Jahrhundert
- Magnetische Stürme wurden bereits im frühen 19. Jahrhundert beobachtet. Alexander von Humboldt untersuchte von Mai 1806 bis Juni 1807 die Variation der Richtung, in die ein magnetischer Kompass in Berlin wies. Er registrierte am 21. Dezember 1806 starke Störungen und konnte in der folgenden Nacht Polarlichter sehen; am nächsten Morgen waren die Störungen vorbei.
- In der Nacht vom 1. zum 2. September 1859 wurde der bisher mächtigste geomagnetische Sturm registriert, der heute als Carrington-Ereignis bezeichnet wird. Er führte zu Polarlichtern, die selbst in Rom, Havanna und Hawaii – also äquatornah – beobachtet werden konnten. In den höheren Breiten Nordeuropas und Nordamerikas schossen Starkströme durch Telegrafenleitungen, diese schlugen Funken, Telegrafenpapiere fingen Feuer und das gerade weltweit installierte Telegrafennetz wurde massiv beeinträchtigt. Bereits am 28. August 1859 konnte die Entwicklung von Sonnenflecken beobachtet werden, die mit extrem starken Magnetfeldern und Sonneneruptionen einhergingen.[19] Untersuchungen von Eisbohrkernen zeigen, dass ein Ereignis dieser Stärke im statistischen Mittel alle 500 Jahre auftritt.

### 20. Jahrhundert
- Im Jahre 1921 erzeugte ein großer geomagnetischer Sturm in Überlandleitungen Ströme, die zehnmal so stark waren wie bei dem Ereignis im März 1989.[20]
- Am 25. Mai 1967 führte ein magnetischer Sturm zu Störungen der Radaranlagen des amerikanischen Raketenfrühwarnsystems und löste beinahe einen Atomkrieg aus.[21] Sämtliche Frühwarn-Radarstationen des Ballistic Missile Early Warning System (BMEWS) in Kanada, Grönland und England fielen aus. Sie waren von einem der heftigsten geomagnetischen Stürme des 20. Jahrhunderts getroffen worden. Die energiereiche Strahlung hatte kurz zuvor die Erde erreicht und die Moleküle der oberen Atmosphärenschichten ionisiert.[22] Die Astrophysiker, die das Weltraumwetter beobachteten und die Einsatzleiter davon überzeugen konnten, dass es sich um einen geomagnetischen Sturm handelte, waren erst kurz zuvor eingestellt worden.[23]
- In Québec führte 1989 ein heftiger geomagnetischer Sturm durch geomagnetisch induzierte Ströme zum thermischen Ausfall mehrerer Transformatoren mit der Folge eines 9-stündigen Stromausfalls in der Region um Montreal. Dieser verursachte ein Chaos, weil Verkehrsleitsysteme, Flughäfen sowie die Fernwärmeversorgung ausfielen. Sechs Millionen Menschen waren betroffen. Der ermittelte Dst-Index betrug −589 nT.
- Am 14. Juli 2000 wurde ein Klasse-X5-Flare auf der Sonne beobachtet, dessen koronaler Massenauswurf direkt auf die Erde gerichtet war. Nach Eintreffen der Schockfront auf der Erde wurde zwischen dem 15. und 17. Juli 2000 ein Supersturm mit einer maximalen Störung von −301 nT gemessen. Technische Ausfälle wurden keine bekannt.[20]

### 21. Jahrhundert
- Zwischen dem 19. Oktober und dem 5. November 2003 wurden 17 größere Flares beobachtet, die zu den geomagnetischen Stürmen von Halloween 2003 zusammengefasst wurden. Darunter war der stärkste bis dahin festgestellte Flare: ein Klasse-X28-Flare,[24] der am 4. November 2003 zu sehr starken Störungen des Funkverkehrs führte. In der Folge trafen mehrere koronale Massenauswürfe (KMA) die Erde, die zu sich zeitlich überlappenden Magnetstürmen mit maximalen Dst-Werten von −383 nT, −353 nT und −151 nT führten. Am 30. Oktober 2003 fiel auf Grund der hohen erdmagnetischen Aktivität im schwedischen Malmö für 20 bis 50 Minuten ein Teil des Stromnetzes aus. Davon waren 50.000 Stromkunden betroffen. Weil die technischen Anlagen für die Luftüberwachung für 30 Stunden ausgefallen waren, wurden Luftkorridore in Nord-Kanada für Passagierflugzeuge geschlossen. Zeitweise setzten Signale der Satelliten- und Navigationssysteme aus. Nach japanischen Angaben war die Partikelwolke dreizehnmal so groß wie die Erde und mit 1,6 Millionen km/h (0,15 % der Lichtgeschwindigkeit) unterwegs. Bis in tropische Regionen waren Polarlichter zu sehen.[25]
- Im Juni 2011 verursachte ein Magnetsturm eine kurzzeitige Fehlfunktion der Sonde Venus Express; vor einem möglichen Ausfall des Navigationssatellitensystems GPS wurde gewarnt.[26] Die Eruption am 7. Juni 2011 wurde unter anderen vom Solar Dynamics Observatory (SDO) beobachtet, einem für die Sonnenbeobachtung konzipierten Satelliten.[27]
- Nach Analysen von Beobachtungsdaten der STEREO-Sonden gaben Forscher der NASA 2014 bekannt, dass die Erde zwei Jahre zuvor, am 23. Juli 2012, einem „solaren Supersturm“ knapp entgangen war.[28] Das Ereignis sei der stärkste Solarsturm seit über 150 Jahren[29] und mindestens so stark wie das Carrington-Ereignis von 1859 gewesen.[30]

Der aktuelle Zyklus begann Ende 2019, wird voraussichtlich 2025 den Höhepunkt erreichen und 2031 enden:
- Für den 12. und 13. Mai 2021 erwarteten Wissenschaftler einen geomagnetischen Sturm; Polarlichter sollten z. T. bis Mitteleuropa sichtbar sein.
- Anfang 2022 verlor Starlink 40 seiner 1913 Satelliten durch einen Sonnensturm.[32]

- Am 10./11. Mai 2024 fand der erste extreme Sonnensturm seit 2003 statt.[33] Die Polarlichter wurden u. a. bis in den Mittelmeerraum und den Süden Floridas gesichtet. Ursache waren starke Sonneneruptionen der Klasse-X und mehrere koronale Massenauswürfe am 8/9. Mai im Zusammenhang mit der zuvor gesichteten Sonnenfleck-Region R3664, die bis zu einer horizontalen Ausdehnung von ca. 200.000 km expandierte. Der Sonnensturm beeinträchtigte die Funk- und GPS-Kommunikation rund um den Globus. Die Breitband-Internetverbindung, die von Starlink bereitgestellt wird und sich auf mehr als 5000 Satelliten stützt, meldete eine vorübergehende Verschlechterung der Signalqualität.[34][35][36][37][38]

## Dokumentation
- Sonnenstürme – Die rätselhafte Gefahr. Regie: Lars Ole Reimer. NDR, Deutschland, 53 Minuten, 2020